# 巴黎競賽
《巴黎競賽》（法語：Paris Match，法語發音：[paʁi matʃ]，又稱為《巴黎競賽畫報》）是法国拉加代尔集团旗下出版社阿歇特出版公司發行的法语週刊。

## 外部連結
- 官方网站 （法語）